# 灘警察署
灘警察署（なだけいさつしょ）は、兵庫県警察が管轄する警察署の一つ。大規模警察署であり、署長は警視正。神戸市灘区を概ね管轄区域とする。管内には、日本最大の指定暴力団山口組本部がある。

## 所在地
- 神戸市灘区水道筋1丁目24-8

## 管轄区域
- 神戸市灘区（神戸水上警察署の管轄区域を除く）

## 交番
- 高羽交番 - 高羽町4丁目2-14
- 徳井交番 - 中郷町3丁目1-11
- 篠原北町交番 - 篠原北町4丁目5-2
- 鶴甲交番 - 鶴甲4丁目7-10
- 八幡交番 - 八幡町2丁目7-1
- 六甲交番 - 六甲町5丁目1-16
- 水道筋交番 - 水道筋3丁目27
- 赤坂交番 - 赤坂通6丁目4-10
- 王子公園交番 - 王子町3丁目1-1
- 桜口交番 - 桜口町4丁目1-1-104
- 琵琶町交番 - 琵琶町3丁目1-6
- 大石交番 - 大石北町1-22
- 西灘交番 - 都通4丁目1-8
- 六甲山上交番 - 六甲山町南六甲1034-40

## 駐在所
なし
- HAT神戸灘の浜駐在所（廃止） - 摩耶海岸通2丁目3　7番館1階

## 周辺
- 都賀川 - すぐ東側を南流
- 神戸市立灘区民ホール - 市道を挟んで南向かい

## 主な出来事
- 1978年9月2日 - 大石派出所（当時）に時限式発火装置が仕掛けられているのを署員が発見。タイマーを外そうとしたところ、発火装置が炎上して派出所が焼失した[1]。

## アクセス
- JR東海道本線 六甲道駅から北西へ1km
- 阪急神戸線 六甲駅から南西へ800m
- 阪神本線 大石駅から北へ800m
- 神戸市バス 水道筋1丁目にて下車
- 神戸市道長田楠日尾線沿い